# Atlapetes latinuchus
El atlapetes pechiamarillo o matorralero de pecho amarillo (Atlapetes latinuchus) es una especie de ave paseriforme de la familia Passerellidae. Anteriormente se consideraba una subespecie del atlapetes nuquirrufo.

## Distribución

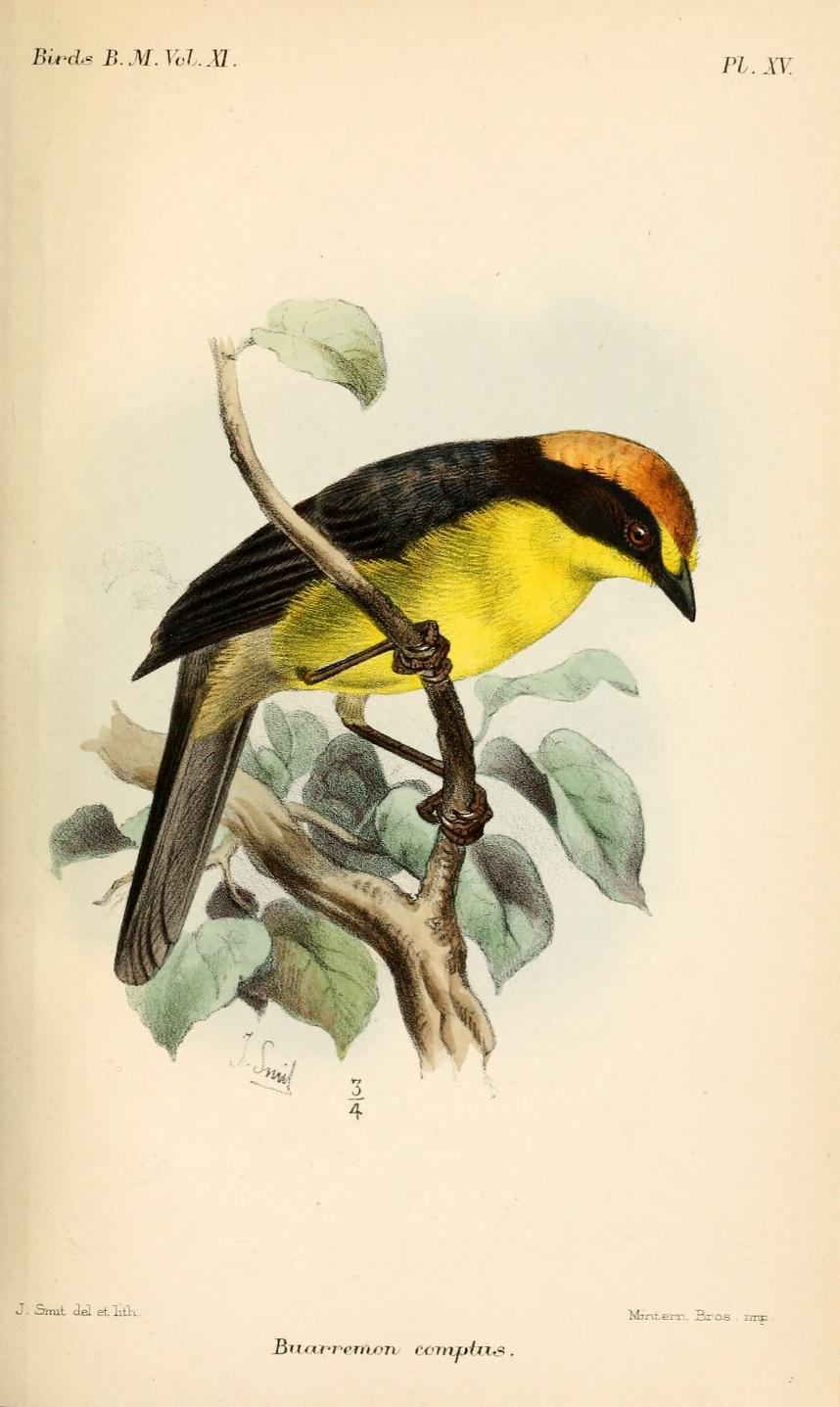
Subespecie A. l. comptus, ilustración de Joseph Smit, 1886

Se encuentra en bosques y terrenos boscosos en la región andina del norte del Perú, a través de Ecuador y Colombia, al extremo occidental de Venezuela. Es común en general, y por lo tanto se consideran de preocupación menor por la BirdLife International. Una nueva subespecie, la A. l. yariguierum, fue descrita en 2006 en Serranía de los Yariguíes en Colombia.